# 원시세포
원시세포(原始細胞, primitive cell)란 결정 구조에서 평행이동 대칭성이 있고, 하나의 격자점만을 포함하는 결정의 단위세포를 말한다.

## 원시세포의 성질
- 원시세포는 유일하지 않다. 여러 가지 종류가 있을 수 있다.
- 원시세포의 부피는 결정에서 가능한 단위세포중 최소부피를 갖는 세포이다.
- 원시세포는 항상 한 개의 격자점만을 포함한다.
- 원시세포의 기저, 즉 원시세포기저(primitive basis)는 가능한 경우 중, 가장 적은 수의 원자 수를 가진다.

## 원시이동벡터
원시세포의 이동벡터를 원시이동벡터(primitive translation vector)라 한다. 이 때, 3차원 결정에서의 원시세포기저를 {\displaystyle {\vec {a}}_{1}}, {\displaystyle {\vec {a}}_{2}}, {\displaystyle {\vec {a}}_{3}}라 하면, 원시이동벡터를 사용해 위의 몇가지 성질을 수식으로 나타낼 수 있다.
- 결정(또는 격자)의 평행이동 대칭성을 나타내는 결정이동벡터(또는 격자이동벡터) {\displaystyle {\vec {T}}}는 다음과 같이 표현할 수 있다.

{\displaystyle {\vec {T}}=u_{1}{\vec {a}}_{1}+u_{2}{\vec {a}}_{2}+u_{3}{\vec {a}}_{3}}
    여기서 {\displaystyle u_{1}}, {\displaystyle u_{2}}, {\displaystyle u_{3}}는 임의의 정수이다.
- 원시세포는 모든 단위세포 중 최소부피 {\displaystyle V_{c}}를 갖고 그 값은 다음과 같다.

{\displaystyle V_{c}=|{\vec {a}}_{1}\cdot {\vec {a}}_{2}\times {\vec {a}}_{3}|}

## 원시세포의 예
- 위그너-자이츠 세포